# ジオツーリズム
ジオツーリズム（英語: Geotourism）とは単なる美的な鑑賞眼のレベルを超えて、ある場所の地球科学的な現象に対して興味や関心を持ち、知識と理解の獲得を目指す観光である。

## 概要
ジオと(geo-)は「土地」「地球」「地理」を表す言葉であり、従ってジオツーリズムは地質学と地形学、景観、地形、化石床、岩石と鉱物などの自然資源を対象として行われる観光である。しかし、地質を基軸にしてジオツーリズムを整理しているものもある。また、ナショナルジオグラフィックは、「ジオツーリズムとは、ある土地の環境、文化、審美性、遺産、住民の福利といった地理的特徴を維持し、向上させる観光である」と定義し、対象を広く捉えている。ジオツーリズムの対象は、地域における地質・地形学的景観であり、その目的地としてはこのような景観が存在するジオサイト、ゲオトープ、ジオパークが挙げられる。ジオサイトとは、ひとつの景観、地形グループ、単独の地形、岩石の露頭、化石床あるいは化石が存在する場のことである。興味の対象となる景観は、例えば火山地形、氷河地形、沖積地形、風食地形、海岸地形、岩石露頭、鉱山などがあげられ、景観には特徴的な地形が内在すること、あるいは岩石・堆積物・化石のような地質によって特徴づけられた景観であることが重要である。
ジオツーリズムは単に現象を見学するだけでなく、このような特徴を造ったかあるいは造りつつあるプロセスを正しく理解することに主眼が置かれている。すなわち、岩石だけではなくプロセスを持つ総合的な大地の歴史、長い過去の時代からの遺産、そしてこれらによって具現化された景観(景観を改変した人間の作用を含めることもある)が重要なポイントとなる。
ジオツーリズムは、貴重なあるいは重要な地質・地形学的景観を保全している地域における、その景観や環境を損なうことのない持続可能な観光であり、子どもの教育や大人の生涯学習に資する観光でもある。さらにその観光を通じて地域経済の発展につなげていくことも目的としている。
日本においてジオツーリズムの受け皿として考えられているのが、ジオパークである。山岳、火山、海岸など地形や地質が売りものの多くの日本の自然公園では、これまでもジオツーリズムに類似した旅行が行われていたが、地学・地球科学的な情報発信が全く不足している。

## ジオツーリズムの歴史

### ジオツーリズム発生以前
1990年初期まではジオツーリズムという言葉は公には使われておらず、オーストラリアでは、化石採集を意味する‘fossicking’が、マレーシアでは化石や鉱物等の産地や特異な浸食形態を示す岩石が存在する場を訪れることを‘Tourism Geology’が使用されていた。
ドイツでは、昔から地質や地形あるいは地形発達等に関する解説板を設置した「地学の小道Geopfad」を通じて、地質学の情報が訪問者に提示されていた。また、無生物の自然からなる地史的形態であると定義されるゲオトープ保護の活動が各地で起こった。1990年代前半には、「地生態学の教育小道」や「地理学の教育小道」などを設置する地域が見られるようになり、これらはジオツーリズムへと通じるものであるとも考えられる。

### ジオツーリズムの発生以降
1994年にはオーストリアの地質学者Hoffmann & SchonlaubがGeowissenschftenという雑誌にジオツーリズムを紹介した。さらに1995年にHoseがイギリスの専門雑誌Environmental Interpretationにジオツーリズムを提案し、1998年にベルファーストで開催された初めての専門的なジオツーリズムの国際会議において、イギリスでの認識を得ることになったという。
1990年代にはジオパークの開設で見られるような地質・地形を対象とした観光地化とそれらの資源や景観を持続的に保全していこうという地域の動きがあり、観光の多様化や教養・知的好奇心の向上と相まってジオツーリズムが発展していったと考えられる。また、2004年よりナショナルジオグラフィックは、各国政府だけでなく様々な団体がジオツーリズムを推進することを宣言するジオツーリズム憲章を策定しており、現在では14の国や地域に対して発行され、世界的にジオツーリズムが受け入れられつつある。

## ジオツーリズムとエコツーリズム
ジオツーリズムは観光収入を保護推進に使われるべきとするエコツーリズムの原理も引き継いでいる。しかしエコツーリズムが自然環境や歴史文化を対象とするのに対して、ジオツーリズムは自然資源に対する理解を基本としている。ナショナルジオグラフィックのように幅広く捉えるとジオツーリズムとエコツーリズムとの区別がつきにくくなり、拡大解釈されてしまう恐れがある。
ジオツーリズムがエコツーリズムと本質的に何が違うのかは、今後整理が必要である。

## 関連書籍
- 高木秀雄『三陸にジオパークを ― 未来のいのちを守るために』 早稲田大学出版部〈早稲田大学ブックレット＜「震災後」に考える＞〉、2012年。ISBN 9784657123039